# David Lloyd Johnston
David Lloyd Johnston là một nhà chính trị Canada. Ông đã nhậm chức Toàn quyền Canada vào ngày 1 tháng 10 năm 2010 theo sự đề cử của Thủ tướng Stephen Harper và được Nữ hoàng Anh Elizabeth II chấp thuận, thay thế Michaëlle Jean. Ông là vị toàn quyền thứ 28 trong lịch sử Liên bang Canada. Tại Canada, Toàn quyền Johnston là người đại diện cho nữ hoàng Anh và trên thực tế được xem là quốc trưởng của Canada. Johnston sinh ra và lớn lên tại Ontario, học tập ở đó trước khi ghi danh tại các trường Đại học Harvard, Đại học Cambridge (Anh), Đại học Queen's (Canada) và từng là giáo sư giảng dạy tại các học viện hàng đầu của Canada, cũng như nắm giữ vai trò quản lý tại một số đại học của nước này.
Sau đó ông tiếp tục làm việc như một giáo sư tại các tổ chức khác nhau sau trung học ở Canada, cuối cùng phục vụ vai trò hành chính là hiệu trưởng của pháp luật tại Đại học Western Ontario, hiệu trưởng của trường Đại học McGill, và chủ tịch của Đại học Waterloo. Đồng thời, Johnston tham gia vào lĩnh vực chính trị và dịch vụ công cộng, quản lý các cuộc tranh luận chính trị, chủ trì các ủy ban trong các lĩnh vực liên bang và cấp tỉnh, vị trí của mình nổi tiếng nhất trong lĩnh vực đó là sự chủ trì của điều tra vụ máy bay Airbus. 
Là toàn quyền, Johnston có quyền được thêm vào tên xưng hô "Ngài" trong khi đương nhiệm Toàn quyền của mình và thời gian sau đó trong đời. Với hiện thực hành, ông sẽ được tuyên thệ nhậm chức vào Hội đồng Cơ mật của Nữ hoàng Canada khi nhiệm kỳ của ông là kết thúc đại diện của Nữ hoàng.